# Karabin wz. 98a
Karabin wz. 98a (сокращение от karabin wzór 98a, пол. карабин образца 98-го года типа «a»), также известен под названиями kb Mauser wz. 98a (пол. карабин Маузера образца 98-го года типа «а») и karabin polski wz. 98a (пол. польский карабин образца 98-го года типа «а») — польская винтовка со скользящим затвором периодов Интербеллума и Второй мировой войны. Разработана на основе немецкой винтовки Mauser 98, запущенной в производство на оружейном заводе в Радоме в 1936 году. Во время Польской кампании вермахта kb wz. 98a (наряду с ранее выпускавшимся kb wz. 98) были основным вооружением пехотных стрелковых формирований Войска Польского. После окончания кампании некоторые из kb wz. 98a попали в руки немцев и были приняты на вооружение вермахта под обозначением Gewehr 299(p); другие использовались польскими партизанскими соединениями.

## История
После восстановления независимости Польши вновь созданная Польская армия была вооружена множеством моделей винтовок из разных стран. Новому государству досталось в наследство на своей территории русские винтовки (Мосина), австрийские Манлихеры (M1888, M1890 и М1895) и немецкие винтовки (Gewehr 88 и 98). Более того, в 1919 году вместе с солдатами Голубой армии появились французские винтовки (Бертье и Лебель). За границей также осуществлялись разовые закупки оружия, в том числе винтовки Carcano 1891.
Уже в первые годы после восстановления независимости командование Войска Польского приступило к стандартизации своего стрелкового оружия, в том числе винтовок. Первоначально рассматривалась возможность принятия на вооружение французских винтовок Лебеля или Бертье. Ситуация изменилась, когда Конференция послов постановлением от 10 марта 1921 года распорядилась передать Польше машины, оборудование, документацию и большие запасы сырья из бывшего прусского королевского арсенала в Гданьске. На этих заводах во время Первой мировой войны производились немецкие винтовки Gewehr 98. Такой поворот событий привёл к тому, что Военный совет своим решением от июня 1921 года выбрал винтовку Gewehr 98 (под обозначением wz. 98) в качестве основной винтовки Войска Польского.
Станки с гданьского завода были перевезены в Варшаву, где в 1920 году был основан Государственный стрелковый завод. К концу 1921 года был получен относительно полный комплект станков, необходимый для начала производства винтовок Маузера, однако техническая документация была неполной. Дефицит был быстро восполнен и в июле 1922 года началось производство kb Mauser wz. 98. 23 июня 1922 года состоялось торжественное освящение первых винтовок, изготовленных на варшавском заводе.
Польские винтовки отличались от немецких винтовок прежде всего маркировкой на ствольной коробке и другим внешним видом самой ствольной коробки. Польские исследования часто отмечают, что винтовки wz. 98 также отличались несколько меньшим качеством и точностью, чем немецкие винтовки. Во многом это было связано с небольшим опытом производства такого оружия.
Производство винтовки wz. 98 было снято с производства в Польше довольно быстро — в 1924 году — после того как было выпущено около 22 000 единиц. На их месте началось производство карабинов wz. 98, созданных по образцу немецкой винтовки Kar98AZ (Kar98a). Такое решение стало результатом изменения концепции пехотного вооружения. В середине 1920-х годов во многих странах наметилась тенденция перевооружения пехоты с длинных винтовок на более удобные и короткие винтовки, то есть карабины. Польша также решила перевооружить свою пехоту карабинами. Изначально это были kbk (karabinek) wz. 98, а в 1931 году началось производство новых wz. 29.
В первой половине 1930-х годов в результате изменения польской военной доктрины дальность огня пехоты должна была быть увеличена до 1000—1500 метров, но ни kbk wz. 98, ни kbk wz. 29 не были способны на это. Поэтому в 1934 году было решено возобновить производство wz. 98.
Производство винтовок Маузера было возобновлено в 1936 году на оружейном заводе в Радоме под обозначением karabin wz. 98a. Двухлетняя задержка между принятием решения и началом производства была вызвана необходимостью обработки древесины для лож винтовок. От винтовок выпуска 1922—1924 годов kb wz. 98a отличался конструктивными изменениями, ранее использовавшимися в wz. 29 и более высоким качеством изготовления. В настоящее время предполагается, что до начала войны было выпущено около 70 000 винтовок wz. 98a. Предыдущие исследования давали иную цифру — 44 500 экземпляров.
В сентябре 1939 года винтовки wz. 98a наравне с wz. 98 были основным вооружением польских пехотных стрелковых формирований. По постоянному положению пехотная рота имела 138 винтовок, а после передачи роте противотанковых ружей wz. 35 это число сократилось до 135. Пехотный полк из 9 рот имел соответственно 1242 и 1215 винтовок.
После окончания Сентябрьской кампании винтовки, как и другое польское оружие, использовались польскими партизанами. Из-за больших размеров они не использовались в городском метро. Однако они начали использоваться во время Варшавского восстания.
Kb wz. 98 и wz. 98a, захваченные в сентябре 1939 года также были приняты на вооружение вермахта как Gewehr 299(p) — G299(p). Немцы не различали kb wz. 98 и wz. 98a, приводя их под одно обозначение.

## Техническое описание
Karabin wz. 98a — индивидуальное оружие с продольно-скользящим затвором, предназначавшееся для пехотных стрелковых формирований Второй Польской Республики. Конструктивно она мало отличалась от немецких винтовок Gewehr 98. Различия в основном обусловлены опытом использования wz. 29. Главное изменение — другой вид. Использовался изогнутый в плече прицел с закруглением у основания, который масштабировался со 100 до 2000 метров. Кроме того, задний волчок wz. 98a также отличается от kbk wz. 29, что он крепится винтом, а не пружиной. С обеих сторон приклада также имеется фиксатор для демонтажа затвора.
Вместе с kb wz. 98a использовались штыки: wz. 22, wz. 24 (без кольца цевья; в 1934 году wz. 22 и wz. 24 были стандартизированы до wz. 27) и wz. 28 (с кольцом цевья; позже обозначен как wz. 29).

### Комментарии
1. ↑  Более ранние исследования польских историков гласили, что количество выпущенных kb wz. 98а было установлено в количестве 44 500 штук. Более современные выдвинули тезис, что их было около 70 000 экземпляров.